# Ariën Pietersma
Ariën Pietersma (Dinteloord, 24 april 1987) is een Nederlands voormalig voetballer die als doelman speelde.

## Loopbaan
Pietersma speelde in de jeugd bij NAC Breda. In het seizoen 2007/08 werd hij door NAC verhuurd aan RBC. In 2008 ging hij naar Willem II. Op 13 februari 2009 maakte hij zijn debuut bij de toenmalige eerstedivisieclub RBC, in de uitwedstrijd tegen FC Zwolle. In seizoen 2009/2010 keerde hij als reservekeeper terug naar Willem II. Na een seizoen vertrok hij naar topklasser Dijkse Boys.
Spelend bij deze amateurvereniging kwam hij eind 2010 in het nieuws omdat hij na een harde overtreding in een wedstrijd om de landelijke KNVB Beker tegen SC Genemuiden door de KNVB een schorsing van 7 wedstrijden kreeg opgelegd wegens 'ernstig gemeen spel'. Na het faillissement van Dijkse Boys, vlak daarna, ging hij in België bij Wuustwezel FC spelen in de Eerste Provinciale Antwerpen.

## Persoonlijk
In maart 2007 werd hij veroordeeld tot 240 uur dienstverlening en een maand voorwaardelijke gevangenisstraf wegens twee woninginbraken die hij samen met een vriend gepleegd had.